# Вайсбанд, Давид Семёнович
Давид Семёнович Вайсбанд (1906, Киев, Российская империя — 1998, Дортмунд, Северный Рейн-Вестфалия, Германия) — советский военачальник, полковник (1943), один из немногих офицеров в СССР, награждённых орденом Кутузова I степени, не имея при этом генеральского звания.

## Биография
Родился в Киеве.
В 1928 году призван в РККА — служит в подразделениях Червонного казачества, затем — учёба на офицера, служба в артиллерии. Член ВКП(б) с 1929 года.
Участник советско-финской войны 1939—1940 гг., за отличие в которой награждён первым орденом Красной Звезды. Окончив ранее Академию имени Фрунзе, работал там преподавателем тактики на разведывательном факультете.
В Великой Отечественной войне с августа 1941 года — начальник оперативного отдела штаба артиллерии Красной армии. В дальнейшем — начальник штаба артиллерии 2-го Белорусского фронта. Воевал под руководством маршалов Воронова (командующий артиллерией Красной армии, упомянул полковника Вайсбанда в своей книге) и Рокоссовского (командующий 2-го Белорусского фронта).
После войны проходит службу в Западной группе войск. В период с 3 марта 1946 по 19 марта 1948 года — командир 385-й гвардейской Одесской Краснознаменной ордена Богдана Хмельницкого II степени артиллерийской бригады, дислоцированной в Бранденбурге.
В 1949 году переведён в Советский Союз, служил в Киеве, Выборге, Таллине на должностях командира полка, командующего артиллерией дивизии.
В 1957 году уволен в запас.
Получил квартиру в Таллине, но сдал её (поступок по тем временам немыслимый) и вернулся в родной город — Киев. Вступил там в один из первых жилищно-строительных кооперативов, скоро стал его председателем. По завершении строительства так и остался управдомом этого и нескольких соседних жилых домов.
В 1993 году вместе с семьей эмигрировал с Украины в Германию, жил в городе Дортмунд.
Умер в 1998 году.
Внучка Марина стала популярным немецким политиком. В 2011 году, когда она была политическим руководителем Партии пиратов, партию неожиданно поддержало (согласно опросам) от 10 до 13 % немецких избирателей.

## Награды

### СССР
- орден Ленина (1953)[3]
- два ордена Красного Знамени (24.09.1943[4], 1948[3])
- орден Кутузова I степени (10.04.1945)[5]
- орден Суворова II степени (25.09.1944)[6]
- орден Богдана Хмельницкого II степени (29.05.1945)[7]
- орден Отечественной войны I степени (06.04.1985)[8]
- три ордена Красной Звезды (1940, 04.10.1942[9], 03.11.1944[3])
  - Медали в.т.ч.:
  - «За оборону Сталинграда»
  - «За Победу над Германией в Великой Отечественной войне 1941—1945 гг.»
  - «За взятие Кёнигсберга»
  - «За освобождение Варшавы»
  - «Ветеран Вооружённых Сил СССР»
- знак «50 лет пребывания в КПСС»

ПНР
- Медаль «За Одру, Нису и Балтику» (1945)